# Ral·li de Terra de Madrid
El Ral·li de Terra de Madrid és el nom genèric amb el que es coneixen diferents proves de ral·li organitzades a la Comunitat de Madrid i que han format part del Campionat d'Espanya de Ral·lis de Terra. La seva disputa per primera vegada va ser l'any 1984 i al llarg de les edicions a tingut diferents organitzadors i diferents denominacions, tals com Rally RACE Madrid, Rally de Comunidad de Madrid-Las Rozas o Rallye de Tierra de Navalcarnero - Las Rozas.
Actualment puntua tant pel Campionat d'Espanya de Ral·lis de Terra com per Super Campionat d'Espanya de Ral·lis. L'edició del 2019 no va ser puntuable ja que no es van disputar els km. necessaris per aquest fet.

## Palmarès
| Any  | Denominació                                 | Pilot                | Copilot            | Vehicle                     | Camp.       | Ref.  |
| ---- | ------------------------------------------- | -------------------- | ------------------ | --------------------------- | ----------- | ----- |
| 1984 | Rally RACE Madrid                           | Guillermo Barreras   | Luis Barreras      | Renault 5 Turbo             | CERT        |       |
| 1985 | Rally RACE Madrid                           | Juan Carlos Oñoro    | Juanjo Lacalle     | Opel Manta 400              | CERT        |       |
| 1986 | Rally RACE Madrid                           | Carlos Sainz         | Antonio Boto       | Renault Maxi 5 Turbo        | CERT        |       |
| 1987 | Rally RACE Madrid                           | Carlos Sainz         | Antonio Boto       | Ford RS200                  | CERT        |       |
| 1988 | Rally RACE Madrid                           | Gustavo Trelles      | Manuel Ortiz-Tallo | Lancia Delta S4             | CERT        |       |
| 1989 | Rally RACE Madrid                           | Gustavo Trelles      | Arturo Fernández   | Lancia Delta S4             | CERT        |       |
| 1990 | Rally de Madrid de Tierra                   | Guillermo Barreras   | Ramón Mínguez      | Citroën AX                  | CERT        |       |
| 1991 | Rally de Tierra de Madrid                   | Antonio Rius         | Manuel Casanova    | Volkswagen Golf G60 Rallye  | CERT        |       |
| 1992 | Rally de Tierra de Madrid                   | Guillermo Barreras   | Ramón Mínguez      | Citroën AX 4x4 Proto Turbo  | CERT        |       |
| 1993 | Rally de Madrid de Tierra                   | Claudio Aldecoa      | Juan Breda         | Ford Sierra RS Cosworth 4x4 | CERT        |       |
| 1995 | Rally de Madrid de Tierra                   | Luis Climent         | José Antonio Muñoz | Ford Escort RS Cosworth     | CERT        |       |
| 2002 | Rally de Tierra de Madrid                   | Txus Jaio            | Lucas Cruz         | Ford Focus RS WRC '01       | CERT        |       |
| 2003 | Rally de Tierra de Madrid                   | Txus Jaio            | Lucas Cruz         | Ford Focus RS WRC '01       | CERT        |       |
| 2004 | Rally de Comunidad de Madrid-Las Rozas 1    | Flavio Alonso        | Víctor Pérez       | SEAT Ibiza 4x4 Proto        | CERT        |       |
| 2004 | Rally de Comunidad de Madrid-Las Rozas 2    | Oriol Gómez          | Jordi Mercader     | Subaru Impreza STi N10      | CERT        |       |
| 2005 | Rally de Comunidad de Madrid-Las Rozas 1    | Samuel Lemes         | Jonathan Lemes     | Mitsubishi Lancer Evo VIII  | CERT        |       |
| 2005 | Rally de Comunidad de Madrid-Las Rozas 2    | Samuel Lemes         | Jonathan Lemes     | Mitsubishi Lancer Evo VIII  | CERT        |       |
| 2007 | Rally de Tierra de Madrid 1                 | Dani Solà            | Óscar Sánchez      | Mitsubishi Lancer Evo IX    | CERT        | [ 2 ] |
| 2007 | Rally de Tierra de Madrid 2                 | Dani Solà            | Óscar Sánchez      | Mitsubishi Lancer Evo IX    | CERT        | [ 2 ] |
| 2008 | Rallye de Terra de Navalcarnero - Las Rozas | Xevi Pons            | Guifré Pujol       | Mitsubishi Lancer Evo IX    | CERT        |       |
| 2018 | 1º Rallye de Terra de Madrid - Kobe Motor   | Xevi Pons            | Rodrigo Sanjuan    | Škoda Fabia R5              | CERT        | [ 3 ] |
| 2019 | 2º Rallye Tierra de Madrid                  | Daniel Marbán        | Víctor M. Ferrero  | Volkswagen Polo GTI R5      |             | [ 4 ] |
| 2020 | 1º Rallye Madrid de Tierra                  | Pepe López           | Borja Rozada       | Citroën C3 R5               | CERT, S-CER | [ 5 ] |
| 2021 | 2º Rallye Madrid de Tierra                  | José Antonio Suárez  | Alberto Iglesias   | Škoda Fabia Rally2 Evo      | CERT, S-CER | [ 6 ] |
| 2022 | 3º Rallye Madrid de Tierra                  | Alexander Villanueva | Víctor Ferrero     | Citroën C3 Rally2           | CERT        | [ 7 ] |